# Gereformeerde kerk (Hoek)

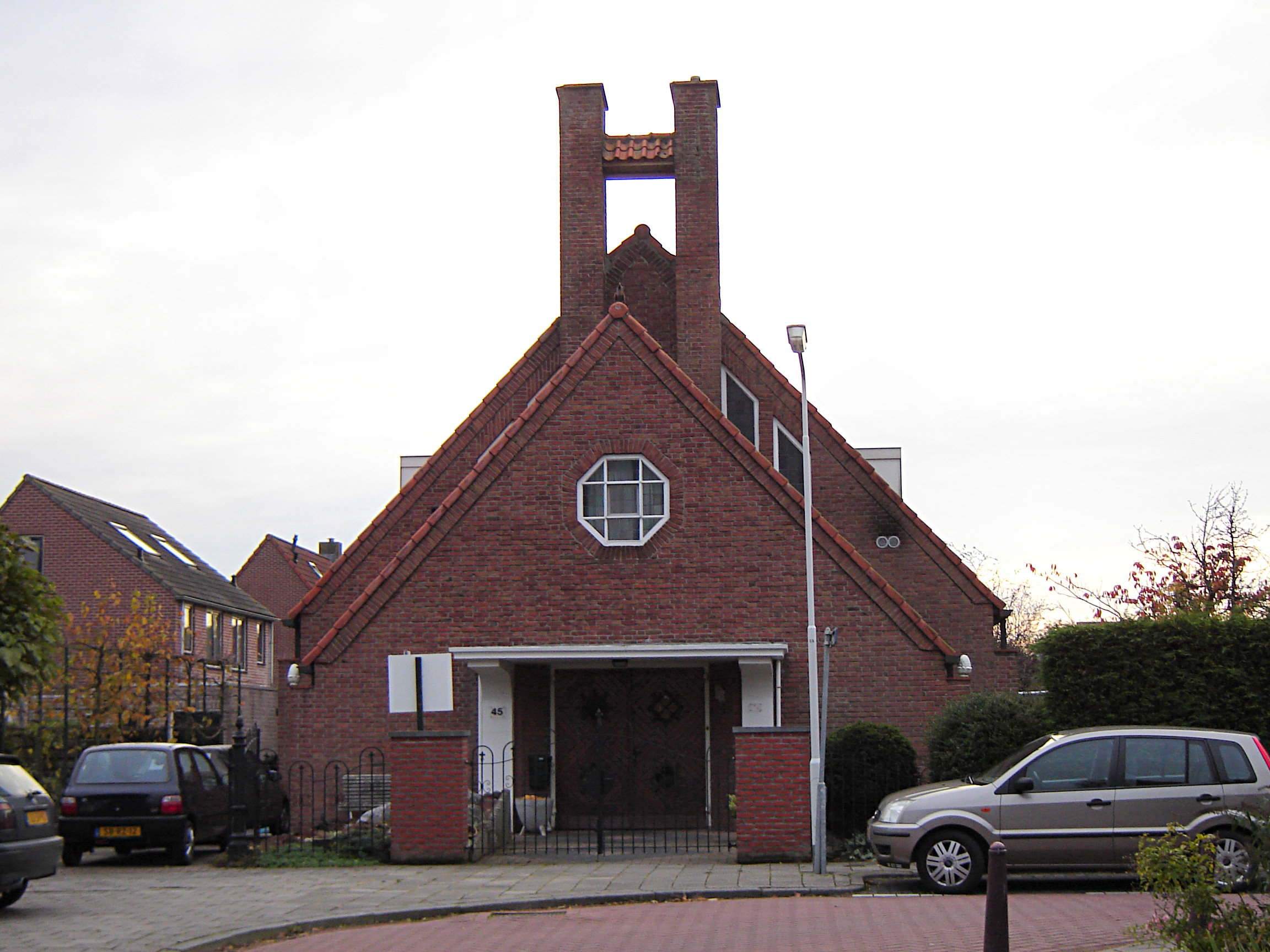
Gereformeerde kerk

De gereformeerde kerk is een voormalig kerkgebouw in de Zeeuwse plaats Hoek, gelegen in de gemeente Terneuzen.

## Geschiedenis
Deze kerk werd in 1953 in gebruik genomen en verving daarmee de kerk aan de Tramstraat, die na een scheuring binnen de gereformeerde kerken (bekend onder de naam vrijmaking) doorging als Gereformeerde Kerk (vrijgemaakt).
De kerk werd ontworpen door Johan Adam Wentink. Het is een bakstenen zaalkerk onder zadeldak met een iets lagere ingangspartij, ook voorzien van een zadeldak. Op dit dak bevindt zich een H-vormig torenachtig bouwwerk, bestaande uit twee hoge schoorsteenachtige bouwsels met een verbindingsstuk daartussen. Ook is er een achthoekig venster in de voorgevel aangebracht.
De fusie van hervormden en gereformeerden tot PKN-kerk in 2004 heeft ertoe geleid dat ook deze gereformeerde kerk werd afgestoten en omgebouwd werd tot woonhuis met behoud van de uitwendige toestand.